# 巴傑 (明尼蘇達州)
巴傑（英語：Badger）是一個位於美國明尼蘇達州羅索縣的城市。

## 人口
根據2020年美國人口普查的數據，巴傑的面積為3.46平方千米，皆為陸地。當地共有人口429人，而人口密度為每平方千米124人。